# 相聞
相聞（そうもん）とは、互いに安否を問って消息を通じ合うという意味の言葉であり、雑歌・挽歌とともに『万葉集』の三大部立を構成する要素の1つである。

## 概要
元は漢籍の書翰などで家族・友人など広い範囲の人々を対象とした私情を交わす書翰や歌に対して用いられてきたが、『万葉集』では転じて男女間の恋愛を詠った作品をまとめて呼称した。『古今和歌集』以後の勅撰和歌集における「恋歌」の部門に相当すると考えられている。